# 岡田忠雄
岡田 忠雄（おかだ ただお、1957年8月6日 - ）は、岐阜県出身の元プロ野球選手・少年野球指導者（捕手）。

## 経歴
中京高等学校では主力選手として活躍。当時のチームメイトには金本誠吉、近沢英二、湧川勉らがいる。
第46回選抜高等学校野球大会では初戦で滝川高等学校と対戦し、0-4で敗退した。
第47回選抜高等学校野球大会では開幕試合で倉敷工と対戦。中京投手陣が序盤から打ち込まれ、4回表終了時点で2-13と大量リードされるも倉敷工のエース兼光保明を徐々に攻略し、一時は15-15の同点に追いつくという壮絶なシーソーゲームを展開。最終的に15-16で敗れた。この試合はセンバツで初めて金属バットが使われた試合だった。
長嶋茂雄に見込まれ、1975年のドラフト会議で読売ジャイアンツから、篠塚利夫（銚子商）に続く2位指名を受けた。東都大学野球リーグの駒澤大学で活躍した中畑清より指名順位が上だった（中畑は3位）ことで、中畑がショックを受けて怒ったと伝わる。中畑はショックのあまり指名を拒否して、北海道拓殖銀行に就職して銀行員になるつもりだったが、後に翻意して入団した。さらに、山本功児よりも指名順位が上だった。
入団後、かつて水原茂が着けた背番号50を球団から与えられ、退団まで着用し続けた。岡田の退団後、50番は新人の駒田徳広に引き継がれた。
引退後は実業家になり、飲食店などを経営。プロ野球選手のセカンドキャリア支援にも熱心に取り組み、巨人を退団した杉山直輝の就職をあっせんするなどサポートした。また、少年たちの野球指導にも取り組み、東京都内の中学生野球チームの会長も務めた。2002年、NPO法人「日本スポーツトレーナー協会」を杉山、宮下昌己、高山郁夫らと設立。岡田が代表者に就任した。定款に記載された目的は「少年野球に携わる指導者に適切なトレーニング方法を普及させることにより子供達の身体の育成を促すと共に、子供達に野球の指導及び野球を通じて人とのふれあいの大切さを認識できるような指導を行なうことにより、子供達の健全な育成と環境作り及びスポーツの振進に寄与すること」。主たる事務所は東京都港区赤坂に置いた。日本工学院八王子専門学校スポーツ健康学科インストラクターコースで野球の授業を受け持っていたこともある。
日本プロ野球OBクラブの活動にも積極的に参加。第14回CALPISこどもの日全国少年野球教室では岐阜県会場で金田留広らとともに講師を務めた。第15回CALPISこどもの日全国少年野球教室でも高橋智らとともに岐阜県会場に参加した。
また、2000年代初頭にはプロ野球マスターズリーグの名古屋80D'sersに入団。板東英二、高木守道、与田剛らとチームメイトになった。リーグ開幕戦でサヨナラ打を打つなど活躍した。
フォースミュージックの元会長

## 詳細情報

### 年度別打撃成績
- 一軍公式戦出場なし

### 背番号
- 50 （1976年 - 1980年）